# Aspettando l'album
Aspettando l'album è il secondo EP del rapper italiano Jesto, pubblicato nel 2008 dalla ALTOent.

## Descrizione
Composto da cinque brani, l'EP è nato come anticipazione al secondo album in studio Estremo, uscito nel corso dello stesso anno.

## Tracce
1. Quando arrivo io – 4:19
2. Non sono invitato – 3:25
3. Questa scuola – 3:48
4. Occupato – 4:46
5. Cosa bwuoi – 4:39